# Metroplex

Logo

Metroplex is een technoplatenlabel uit Detroit, opgericht in 1985 door technopionier Juan Atkins. Juan Atkins tekende ook voor het meeste uitgebrachte werk op het label, onder de pseudoniemen Model 500, en Infiniti (sic).

## Uitgaven
- M-001 Model 500 - No UFOs/Future (1985)
- M-002 Model 500 - Night Drive (thru Babylon) (1985)
- M-003 Channel One - Technocolor (1986)
- M-004 Model 500 - Play It Cool (1986)
- M-005 Model 500 - Testing 1-2/Bang the Beat (1986)
- M-006 Eddie 'Flashin' Fowlkes - Goodbye Kiss (1994)
- M-007 Kreem - Triangle Of Love (1986)
- M-008 Model 500 - Make Some Noise (1987)
- M-009 Triple XXX - The Bedroom Scene (1987)
- M-010 Flintstones - Party Race (1987)
- M-011 Model 500 - Sound Of Stereo / Off To Battle (1987)
- M-012 Model 500 - Interference / Electronic (1988)
- M-014 Model 500 - The Chase (1989)
- M-015 J. Anderson & K. Tucker - Frequency (1990)
- M-015-2 Model 600 - Update (2002)
- M-016 Rona Johnson - By Your Side (1990)
- M-017 DJ Reckless Ron - Here's Your Chance Now Dance (1990)
- M-018 Beyond All Praise - Hooked On The Hype (1990)
- M-019 Anthony Shakir - The 5% Solution (1993)
- M-020 M500 & 3 Mb - Jazz In The Teacher (1993)
- M-021 Model 500 I See The Light / Pick Up The Flow (1993)
- M-022 Infiniti - Game One/Think Quick (1994)
- M-023 Audiotech - Phase Two (1995)
- M-024 Model 500 - Starlight (1995)
- M-025 The Vision - Spectral Nomad (1996)
- M-026 Population One - Two Sides To Every Story (1996)
- M-027 Low Res - Amuk (1996)
- M-028 Black Noise - Nature Of The Beast (1997)
- M-029 Population One - Earth 2976 (1997)
- M-030 Erik Travis - The Other Side Of Space (1998)
- M-031 Diverse artiesten - Lock It Down / I Shall Tek Thee (1999)
- M-031R X-Ray - Lock It Down (2002)
- M-032 Marc Floyd - Chaos (1999)
- M-033 Re-Test - Re-Test (1999)
- M-034 Gerald Mitchell - Celestial Highways (1999)
- M-035 Aaron Carl - Down (1999)
- M-036X2 DJ Bone - Riding The Thin Line (1999)
- M-037 Mark Taylor - Silicon Alley (????)
- M-038 Model 500 - Outer Space (2004)
- MCD-01 Diverse artiesten - Timeless (2002 CD)